# Nicolae Bălcescu (gmina w okręgu Bacău)
Nicolae Bălcescu – gmina w Rumunii, w okręgu Bacău. Obejmuje miejscowości Buchila, Galbeni, Lărguța, Nicolae Bălcescu i Valea Seacă. W 2011 roku liczyła 7169 mieszkańców.